# Ламбелет, Георгиос
Георгиос Ламбелет (греч. Γεώργιος Λαμπελέτ; 24 декабря 1875, Керкира,— 30 октября 1945, Афины) — греческий композитор, дирижёр, музыковед; представитель ионической школы и один из основателей новогреческой музыкальной школы.

## Биография
Родился в музыкальной семье: отец его был музыкантом и учил его основам теории и композиции, а начальным навыкам игры на фортепиано его научила мама. Начал учиться на юридическом факультете Афинского университета, но вскоре перешёл к музыкальному образованию. В 1895—1901 годах учился в Неаполе, в Консерватории Сан-Пьетро-а-Майелла (как и Дионисиос Лаврангас).
Вернувшись в Грецию, в 1901 году опубликовал труд «Национальная музыка», в котором призвал композиторов черпать вдохновение из фольклорных источников. Этот призыв был сделан значительно раньше, чем вышел манифест Каломириса (1908). Та же националистическая тенденция была основным направлением журнала «Критика», который он издавал вместе с Г. Аксиотисом в 1903 году (вышло два тома). Одним из первых начал изучение греческой народной музыки; собирал, исследовал и систематизировал народные песни и пляски. В 1928—1931 годах издавал в Афинах ещё один журнал, «Musical Chronicles» (вместе с И. Пападопулосом). Важное значение имеет его сборник шестидесяти народных мелодий (опубликован вместе с транскрипцией, гармонизацией и критическим исследованием в 1930 году; в 1934 году — переиздание французском языке).
Значительную часть музыкальных произведений Ламбелета потеряно, но те, что сохранились, демонстрируют безукоризненную технику и вкус. Это особенно проявилось в его песнях, основанных преимущественно на народных мелодиях; голосоведения в них идеально соответствует интонационным особенностям греческого языка. Эти песни являют собой промежуточное звено между песнями Самараса и поздними — Риадиса. Одним из первых образцов греческого симфонизма является его симфоническая поэма «Праздник» (1930), для которой характерна яркая оркестровка. Среди других произведений Ламбелета — Элегия для оркестра, хоровые произведения «Гимн миру» (1929), «Балканский гимн» (1930) и т. д.
Несколько лет Ламбелет преподавал в пирейской консерватории.